# Rhodohypoxis milloides
Rhodohypoxis milloides là một loài thực vật có hoa trong họ Hypoxidaceae. Loài này được (Baker) Hilliard & B.L.Burtt miêu tả khoa học đầu tiên năm 1975.